# Batalla de Kúpiansk (2022)
La primera batalla de Kúpiansk fue la tercera batalla de la contraofensiva del este de Ucrania que comenzó el 8 de septiembre de 2022 y finalizó el 16 de septiembre de 2022. Un artículo del Financial Times del 28 de septiembre describió la batalla y el avance ucraniano que la precedió como "El viaje de 90 km que cambió el curso de la guerra en Ucrania".

## Fondo
Kúpiansk estuvo ocupada por fuerzas rusas desde el 27 de febrero de 2022 hasta el 10 de septiembre de 2022. Aunque el ejército ucraniano había destruido un puente ferroviario para frenar el avance ruso tres días antes, el alcalde de Kúpiansk, Hennadiy Matsehora, miembro del partido Plataforma de Oposición - Por la Vida, entregó la ciudad al ejército ruso a cambio de un cese de hostilidades, ya que los rusos amenazaron con tomar la ciudad por la fuerza. Como resultado, el gobierno ucraniano acusó a Matsehora de traición al día siguiente. El 28 de febrero de 2022, Matsehora fue arrestado por las autoridades ucranianas. Más tarde, Kúpiansk se convirtió en la sede de facto de la «administración militar-civil de Járkov» respaldada por Rusia.

## Batalla
Antes de la batalla, el estado mayor ucraniano afirmó que un ataque a una base militar rusa en Kúpiansk el 5 de septiembre mató a 100 soldados rusos.
El 8 de septiembre de 2022, luego de una contraofensiva ucraniana a gran escala que capturó más de 20 asentamientos en solo días, las autoridades de ocupación rusas en la ciudad afirmaron que las fuerzas rusas comenzaron a defender Kúpiansk. Los soldados ucranianos del Regimiento Kraken ingresaron a las afueras de Kúpiansk el 9 de septiembre y recuperaron el edificio del ayuntamiento a la mañana siguiente. Los combates dañaron gran parte del centro de la ciudad. Más tarde ese día, funcionarios ucranianos anunciaron que Kúpiansk había sido liberado.
Maxim Gubin, el alcalde prorruso que reemplazó a Matsehora, había huido a Rusia luego de que Ucrania retomara Kúpiansk.
Las fuerzas rusas evacuaron al lado este del río Oskol, en la ciudad de Kúpiansk-Vuzlovyi, y volaron el puente de conexión con la ciudad mientras se retiraban. Durante la batalla por la ciudad adyacente, las fuerzas rusas bombardearon la fábrica de carne local de Kúpiansk, matando alrededor de mil cerdos. Las fuerzas ucranianas recuperaron el asentamiento el 16 de septiembre. Inmediatamente después de la batalla, los cuerpos de los soldados rusos fueron esparcidos tanto en Kúpiansk como en Kúpiansk-Vuzlovyi.

## Secuelas

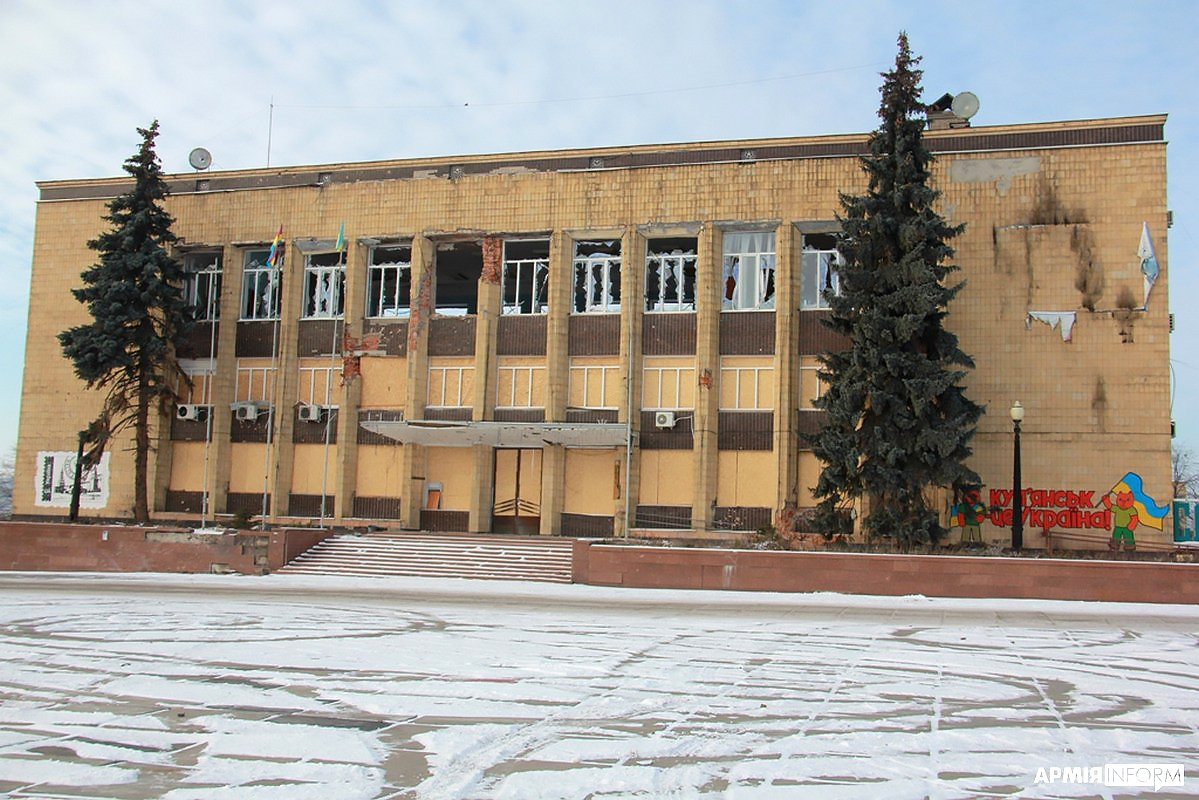
Ayuntamiento tras la batalla, febrero de 2023.

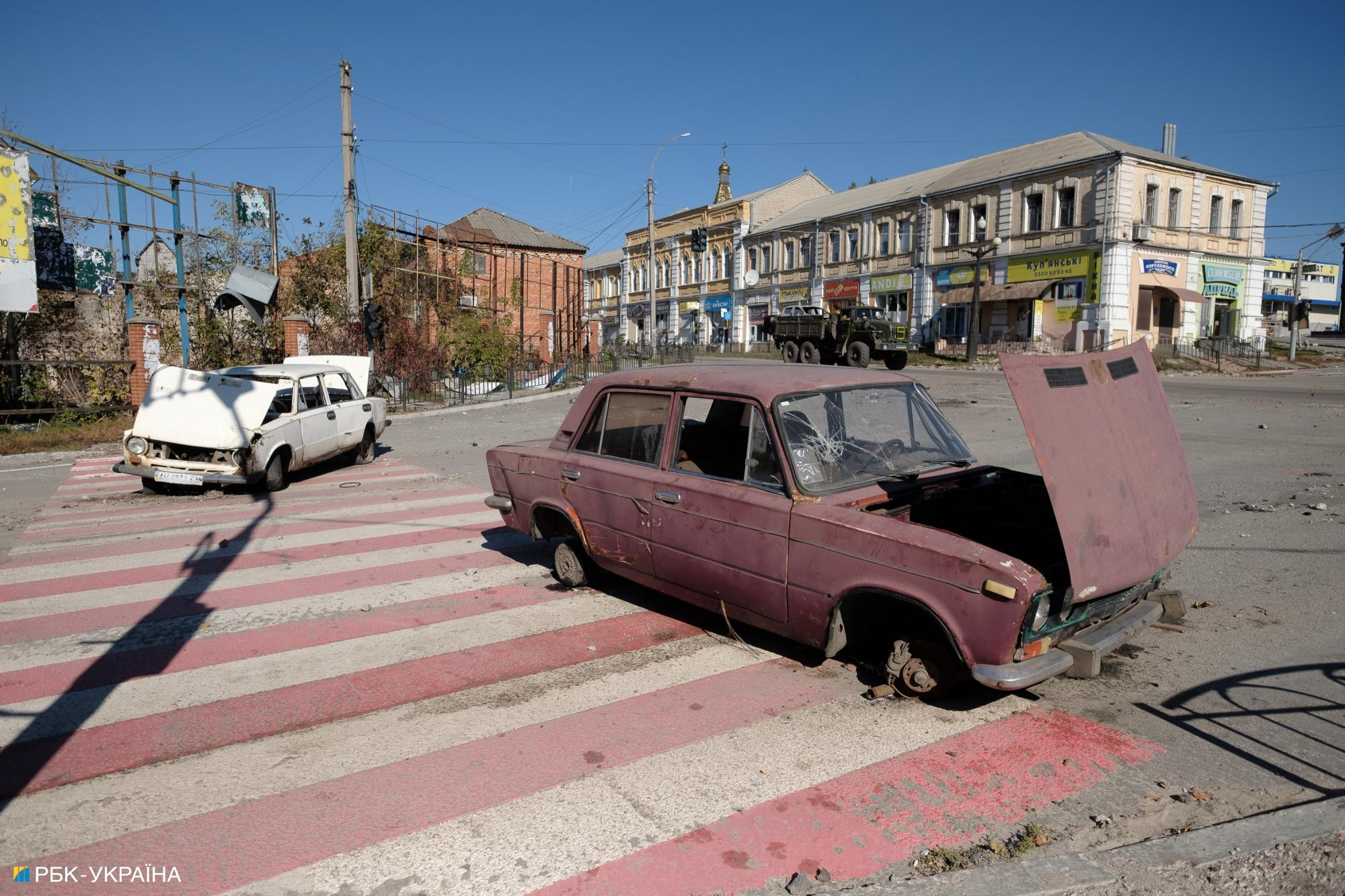
Vehículos abandonados en Kúpiansk después de la batalla.

Tras la liberación ucraniana de las ciudades, las fuerzas rusas han bombardeado Kúpiansk desde entonces. Los primeros ataques contra el pueblo fueron el 13 de septiembre, en los que murieron dos civiles. Al día siguiente, una persona resultó herida por ataques aéreos. El 18 de septiembre, cinco personas resultaron heridas por bombardeos en Kúpiansk. Dos días después, dos civiles murieron y cinco resultaron heridos tras el bombardeo ruso sobre la ciudad. El 22 de septiembre, una mujer y dos niños resultaron heridos por bombardeos. El 27 de septiembre, cinco civiles resultaron heridos tras un ataque ruso a una iglesia en Kúpiansk.
El 3 de octubre, el bombardeo ruso de un hospital en Kúpiansk mató a un médico e hirió a una enfermera. Una mujer resultó herida el 5 de octubre por un ataque aéreo.
El 26 de septiembre, las fuerzas rusas bombardearon un convoy de civiles que escapaban de las aldeas de Kurylivka y Pishchane, cerca de Kúpiansk, matando a 26 civiles. Se descubrieron señales de tortura en los centros administrativos rusos por toda la ciudad.